# Joaquín Botero
Joaquín Botero Vaca (La Paz, 10 de dezembro de 1977) é um ex-futebolista boliviano que atuava como atacante. Ele foi um jogador internacional e se tornou o segundo artilheiro da história do time de futebol boliviano, com 20 gols em 48 jogos.[carece de fontes?]

## Carreira

### Início
Durante os anos de 1997 e 1998, iniciou sua carreira no futebol, jogando pelos times bolivianos de Mariscal Braun e Deportivo Municipal.
Jogou no exterior, nas ligas do México, Argentina e Venezuela.
Botero jogou pela seleção boliviana de 1999 a 2009, sendo seu artilheiro. Ele foi o artilheiro do mundo em 2002, quando jogou pelo Clube Bolívar, onde marcou 111 gols em 136 jogos, disputados entre 1999 e 2003.
Defendendo o Pumas, do México, participou da Copa Libertadores da América e foi vice-campeão da Copa dos Campeões da CONCACAF em 2005.
Em 2006, Botero ingressou no clube argentino da Primeira Divisão San Lorenzo de Almagro  e em 2007 jogou pelo Deportivo Táchira da Venezuela. Depois de uma passagem sem sucesso em ambos os clubes, Botero retornou ao Bolívar em 2008. 
Ele se juntou à equipe mexicana Correcaminos UAT para a temporada Clausura de 2009, marcando seu retorno ao México.

### Últimos anos como jogador de futebol profissional
Apesar de se aposentar da seleção em 2009, Botero continuou jogando e se juntou ao Al-Arabi do Kuwait, onde permaneceu por alguns meses. Mais tarde, ele se juntou à equipe da Henan Songshan Longmen Football Club na China.
Em meados de 2011 voltou ao seu país para jogar pelo San José e Sport Boys Warnes; neste último, ele foi o autor de dois gols que permitiram que a equipe fosse promovida à Primeira Divisão da Bolívia pela primeira vez. Ele jogou nesse time até sua aposentadoria em 2014.
Durante seis anos e após sua aposentadoria, Botero decidiu se dedicar a atividades e projetos pessoais. No entanto, em 2020 ele anunciaria seu retorno às quadras jogando pelo Clube Universitário San Francisco de Asís da Primeira A de Potosí em Tupiza.

## Seleção
Em 2002 foi o artilheiro do Campeonato Boliviano de Futebol, com 49 gols. 
Em 1 de abril de 2009, destacou-se por ser o autor de um hat-trick na histórica vitória por 6 a 1 sobre a  Argentina, em seu último ano pela seleção. Nesse jogo, Botero marcou 3 gols e deu 3 assistências, na histórica vitória no estádio Hernando Siles, em La Paz.
Pouco tempo depois, em 16 de maio daquele ano, o jogador anunciou surpreendentemente sua aposentadoria da seleção, argumentando que não se sentia mais motivado e que seu ciclo na equipe havia terminado.
| Time nacional | Ano   | Jogos | Gols |
| ------------- | ----- | ----- | ---- |
| Bolivia       | 1999  | 3     | 0    |
| Bolivia       | 2000  | 6     | 3    |
| Bolivia       | 2001  | 7     | 3    |
| Bolivia       | 2002  | 2     | 0    |
| Bolivia       | 2003  | 4     | 4    |
| Bolivia       | 2004  | 10    | 2    |
| Bolivia       | 2005  | 5     | 0    |
| Bolivia       | 2008  | 9     | 5    |
| Bolivia       | 2009  | 2     | 3    |
| Total         | Total | 48    | 20   |

## Palmares

### Campeonatos nacionais
Botero jogou nas ligas nacionais da Bolívia, México, Argentina e Venezuela, vencendo torneios nos dois primeiros:
| Título                                         | Clube   | País    | Anos          |
| ---------------------------------------------- | ------- | ------- | ------------- |
| Primera División de Bolivia (Primeira Divisão) | Bolívar | Bolívia | 2002          |
| Primera División de México (Primeira Divisão)  | Pumas   | México  | 2004 (Inició) |
| Campeón de Campeones (Campeão dos Campeões)    | Pumas   | México  | 2004          |
| Primera División de México (Primeira Divisão)  | Pumas   | México  | 2004 (Final)  |

### Distinções individuais
| Prêmio ganho | Anos        |
| --- | ----------- |
| O melhor artilheiro do mundo na Primeira Divisão com o Club Bolívar, marcando 49 gols em um ano.                    | 2002        |
| Maior artilheiro da história da Seleção Boliviana de Futebol, com 20 gols (se aposentou da seleção em maio de 2009) | 2009 - 2020 |